# KBC Groep
KBC Groep er en belgisk multinational bank- og forsikringskoncern. Den blev etableret i 1998 ved en fusion mellem Kredietbank (KB), CERA Bank, ABB Insurance og Fidelitas Insurance. KBC refererer til Krediet Bank og CERA. På verdensplan har de 12 mio. kunder.